# Bandera de San Fernando (Cádiz)

Bandera de San Fernando

La bandera de la ciudad de San Fernando (Cádiz) es uno de los símbolos de este municipio español, junto a su escudo.

## Historia
La implantación de la Bandera de San Fernando es relativamente reciente, por lo que no existe una tradición efectiva de la misma. Su primer diseño (1989-2010) fue de color blanco, y con el  Escudo Heráldico de la Ciudad en el centro. Los fundamentos para este diseño se efectuaron en nota informativa de 24 de mayo de 1989, el anterior Jefe de RR.PP. del Ayuntamiento, y en el que estableció que conforme  a la conclusión  n.º 22 del  LII  Seminario  de  Investigación celebrado en Huelva, en referencia a la confección de Pendones y Banderas de Municipios, se debían seguir las normas que puedan figurar en el Decreto de concesión, aunque manteniendo la tradición del color blanco, cuando la concesión de las Armas hubiera tenido lugar en el período en que el Trono de España haya estado ocupado por la Casa de Borbón. En consecuencia, al adoptar San Fernando su título y primer modelo de Escudo durante el reinado de Fernando VII y no poseer otras razones históricas y legales, adopta el precitado funcionario el color blanco en la Bandera Municipal.

## Bandera actual
En el año 2010 el Ayuntamiento de San Fernando, ante el deseo de registrar su bandera, conforme a lo dispuesto en la Ley 6/2003, de 9 de octubre, de Símbolos, Tratamientos y Registro de las Entidades Locales de Andalucía y no encontrar unos claros antecedentes en su creación basados en auténticos criterios históricos y vexilológicos, expone que la bandera Municipal es rectangular, de proporciones 2/3, de un solo color, azul (A) Pantone Azul Bandera Tono H en º: 270.0; Croma C: 35.0; Claridad L: 26.0 que simboliza en heráldica el celo,   verdad,   justicia,   lealtad,   caridad,   nobleza,   templanza,   vigilancia,   recreación y perseverancia, virtudes que sobresalieron en el proceso constituyente de 1810, y por ser el color del cielo de una ciudad con mayor horas de sol de España por lo que el Real Instituto y Observatorio de la Armada tiene su sede en ella, como símbolo del mar y la inmensidad oceánica,  así como que sea el color de las armas de la dinastía actualmente reinante, la Casa de Borbón, vinculada secularmente a la Ciudad desde que  en mayo de 1729, por Real Cédula del rey Felipe V, se incorporara a la Corona la jurisdicción cuyo señorío gozaban los Duques de Arcos, en cuyo escudo heráldico figura este color en la bordura que rodea al emblema de esa Casa Ducal. Esta nueva bandera lleva en su centro sobrepuesto el escudo heráldico municipal.
En cuánto a las características, se atiene a las normas vexilológicas, por su sencillez y claridad, al ser es reconocible en su conjunto y distintiva porque mantiene las características simbólicas de los Municipios históricos, vinculados a y de la sociedad representada en su historia a través del escudo heráldico sobre  la enseña lisa.